# Benyamin Maoz
Benyamin Maʿoz (hebräisch בִּנְיָמִין מָעוֹז Binjamīn Maʿōs; * 31. Oktober 1929 in Kassel als Hans Bernhard Mosbacher; † 28. August 2014 in Tel Aviv) war ein israelischer Psychiater und Psychotherapeut.

## Leben
Maʿoz entstammte einer alteingesessenen Kasseler Familie. Nach vielen Repressionen und Erniedrigungen, welche die jüdische Familie erleiden musste, emigrierte sie 1937 nach Palästina, dort nahm er den Namen Benyamin Maʿoz an. Nach der Schulzeit und dem Militärdienst begann er ein Studium der Medizin an der Hebräischen Universität Jerusalem, wechselte dann an die Universität Amsterdam, wo er 1959 mit der Promotion zum Dr. med. abschloss.
Ab 1959 war Maʿoz zunächst als praktischer Arzt im Kibbuz Kfar Gilʿadi tätig, danach spezialisierte er sich auf Psychiatrie und war ab 1970 in verschiedenen Kliniken tätig. Nach einer weiteren Ausbildung in Sozialpsychiatrie wurde er 1973 an der Universität Leiden zum Dr. phil. promoviert. Ab 1979 war er Leiter der psychiatrischen Abteilung des Universitären Medizinischen Zentrums Soroka in Beʾer Scheva und Professor für Psychiatrie an der dortigen Ben-Gurion-Universität im Negev. Daneben war er als Lecturer und Senior Lecturer an der Universität Tel Aviv tätig.
Benyamin Maoz war als Sozialpsychiater und Psychotherapeut ein Spezialist für die Trauma- und Lebenskrisenforschung unter besonderer Berücksichtigung von Problemen der kulturellen Anthropologie. Einladungen zu Gastprofessuren führten ihn in die Vereinigten Staaten, nach Kanada, in die Niederlande und an die Universität Marburg; 1994 nahm er die Franz-Rosenzweig-Gastprofessur an der Universität Kassel wahr. Er war Ehrenpräsident der Israelischen Balint-Gesellschaft und Vizepräsident der International Balint Federation.

## Schriften (Auswahl)
- The Perception of Menopause in Five Ethnic Groups in Israel. 1973 (Dissertation, Universität Leiden, 1973).
- mit Nancy Datan und Aaron Antonovsky: A Time to Reap. The Middle Age of Women of Five Israeli Subcultures. Johns Hopkins University Press, Baltimore/London 1981.
- als Hrsg. mit G. J. Visser, J. M. Bensing, B. P. R. Gersons und C. Margolis: Mental Health and Primary Care. Dutch-Israeli Experience. NIVEL, 1986.
- mit Stanley Rabinowitz, Michael Herz und Hava Elkan Katz: Doctors and their Feelings. A Pharmacology of Medical Caring. Praeger, Westport 1992.
- mit Gerda Elata-Alster: Some Basic Principles of Psychotherapy in the Light of the Philosophical Writings of Franz Rosenzweig. In: Wolfdietrich Schmied-Kowarzik (Hrsg.): Der Philosoph Franz Rosenzweig (1886–1929). Internationaler Kongreß Kassel 1986. 2 Bände. Alber, Freiburg im Breisgau/München 1988.
- mit Gerda Elata-Alster: Paradies – Geschichte und Lebensgeschichte – Messianische Zeit. In: Ursula Baumgardt, Ingrid Olbricht (Hrsg.): Die Suche nach dem Paradies. Illusionen, Wünsche, Realitäten. Kösel, München 1989.
- mit Gerda Elata-Alster: Einige Grundprinzipien der Psychotherapie im Licht der philosophischen Schriften Franz Rosenzweigs. In: Fragmente. Schriftreihe zur Psychoanalyse. Band 29/30, 1989.
- mit Gerda Elata-Alster: Erfahrung des Traumas als Wunder. Eine psychotherapeutische Perspektive nach Franz Rosenzweig. In: Rolf Kühn, Hilarion Petzold (Hrsg.): Psychotherapie und Philosophie. Philosophie als Psychotherapie? Junfermann, Paderborn 1992.
- Eine psychosoziale Deutung von Trauer und Trauerritualen aus jüdischer Sicht sowie Von Kassel nach Haifa. In: Wolfdietrich Schmied-Kowarzik (Hrsg.): Vergegenwärtigungen des zerstörten jüdischen Erbes. Franz-Rosenzweig-Gastvorlesungen Kassel 1987–1998. Kassel University Press, Kassel 1997.
- mit Gerda Elata-Alster und Natalia Skradol: Narcissism and Creativity. Triangulation in Franz Rosenzweig's Life and Work in the Wake of the „Gritli“-Briefe. In: Wolfdietrich Schmied-Kowarzik (Hrsg.): Franz Rosenzweigs „neues Denken“. Internationaler Kongreß Kassel 2004. 2 Bände. Alber, Freiburg im Breisgau/München 2006.